# Façonné

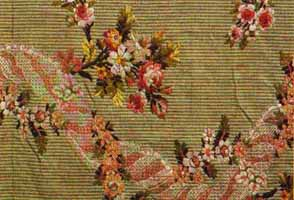
façonné de soie rehaussé de fils d'or et d'argent, ce qui en fait également un brocart

Un façonné est une pièce de tissu présentant un décor tissé soit par des effets de chaîne, soit par des effets de trame, soit par des armures différentes du fond.

## Histoire
Les façonnés de soie n'apparaissent en France, à Lyon, qu'avec la mise au point du métier à la grande tire par Claude Dangon au début du XVIIe siècle .
Avant la mécanisation, les façonnés ne représentent que 20 % des métrages sur métiers à tisser à bras.

## Typologie
Il y a plusieurs sortes de façonnés :
- Les damas, qui comportent une seule chaîne.
- Les lampas, qui comportent une chaîne de fond et une chaîne de liage.
- Les lampassettes, composé d'un fond satin et d'un sergé trame.
- les droguets, caractérisés par la juxtaposition de plusieurs armures et de petits dessins.
- les brocatelles, qui ont deux chaînes et deux trames.

## références
- Bernard Tassinari, La soie à Lyon : de la Grande Fabrique aux textiles du XXIe siècle, Lyon, Éditions Lyonnaises d'Art et d'Histoire, 2005, 255 p.,  (ISBN 2 84147 151 9)

1. 1 2  page 57
2. ↑  page 18
3. ↑  page 57 et 58